# Dynastini

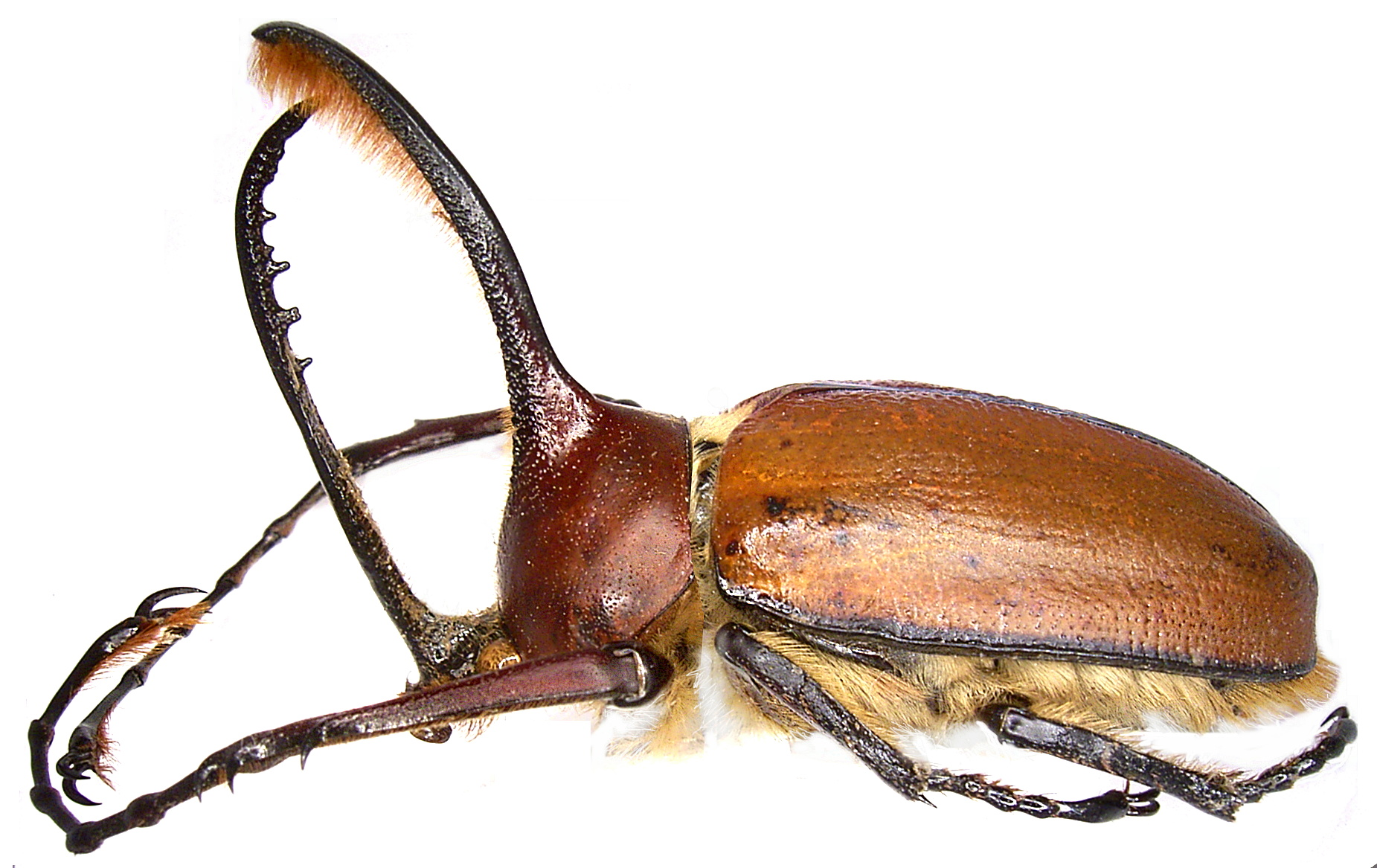
Samiec Golofa eacus

Dynastini – plemię chrząszczy z rodziny poświętnikowatych i podrodziny rohatyńcowatych.

## Morfologia
Chrząszcze te osiągają od 10 do 225 mm długości ciała, należąc tym samym do jednych z największych owadów świata. W ich budowie zaznacza się silny dymorfizm płciowy. U samców głowa i przedplecze zaopatrzone są zazwyczaj w wyrostki (rogi). U samic brak rogów, natomiast na głowie występują guzki. Oczy złożone podzielone występem policzka zwanym canthus. Przedpiersie ma płaski, trójkątny w zarysie, mniej lub bardziej przylegający do pozostałej jego powierzchni, zwykle krótki wyrostek międzybiodrowy. Stopy cechują się obecnością licznych szczecinek na szczycie pazurków. Pazurki poszczególnych stóp są równych rozmiarów.
Larwami są pędraki o ciele wygiętym w kształt litery „C”. Ich szczęki mają żuwki zewnętrzną i wewnętrzną zrośnięte w malę. Na spodniej stronie żuwaczek leżą elementy aparatu strydulacyjnego.

## Taksonomia
Takson ten wprowadzony został w 1819 roku przez Alexandra Macleaya. Dzieli się go na 3 podplemiona, obejmujące łącznie 13 rodzajów:
- podplemię: Chalcosomina Rowland & Miller, 2012
  - Beckius Dechambre, 1992
  - Chalcosoma Hope, 1837
  - Eupatorus Burmeister, 1847
  - Haploscapanes Arrow, 1908
  - Pachyoryctes Arrow, 1908
- podplemię: Dynastina MacLeay, 1819
  - Augosoma Burmeister, 1841
  - Dynastes Kirby, 1825
  - Golofa Hope, 1837
  - Megasoma Kirby, 1825
- podplemię: Xylotrupina Hope, 1838
  - Allomyrina Arrow, 1911
  - Endebius Lansberge, 1880
  - Trypoxylus Minck, 1918
  - Xylotrupes Hope, 1837